# Хайнал, Иштван
Иштван Хайнал (венг. Hajnal István; 3 июля 1892, Надькикинда, Австро-Венгрия (ныне Кикинда, Воеводина),  Сербия) — 16 июня 1956, Будапешт) — венгерский историк-медиевист, палеограф, педагог, профессор Будапештского университета, в 1939—1949 годах — академик (член-корреспондент с 1928) Венгерской Академии наук.
Социальный историк. Выдающийся венгерский палеограф двадцатого века. Особо интересовался средневековой и современной историей, включая историю технологий, историю коммуникаций, приверженец Школы «Анналов».

## Биография
Был младшим сыном в семье Генлейнов родом из Эльзаса-Лотарингии, осевшей в Банате (Воеводине) около 1813 года. Его отец Йожеф Хайнал был главным ветеринаром Капошвара. Учился в школах в Надьикикинде и Мезёхедьеше и Капошваре, выучил немецкий как родной язык в дополнение к венгерскому. Поступил на историко-географический факультет Будапештского университета, а затем учился в Лейпциге.  
Во время Первой мировой войны некоторое время служил в армии, затем по поручению Куно Клебельсберга участвовал в архивной экспедиции в Вену, в ходе которой собирал материал для истории эмиграции Кошута в Турцию (его книга на эту тему была опубликована в 1927 году). 
В 1920—1956 годах — сотрудник Всевенгерского архива (ведал семейным архивом герцогов Эстерхази до 1930 года). 
В 1921—1956 годах — профессор Будапештского университета, преподавал на факультете современной всеобщей истории. 
В 1949 году его исключили из академии вместе с несколькими другими, и в 1950 году он вышел на пенсию. 
Автор работ по вспомогательным историческим дисциплинам (в частности, палеографии): соавтор коллективного труда «Всеобщая история» (венг. Egyetemes történet, 1-4 köt.), занимался проблемами сравнительной историографии, взаимозависимости исторического развития общества и техники, связи социологии и истории.
В 1990 году он получил посмертную премию Сечени за исследование социологических и социально-исторических связей в венгерской истории.